# Mjørkadalur
Mjørkadalur (IPA: [ˈmjœɻkaˌdɛalʊɹ]) är en liten by på ön Streymoy i Färöarna, som administrativt tillhör Torshamns kommun. Vid folkräkningen 2015 hade Mjørkadalur inga bofasta invånare.
I Mjørkadalur finns det stor radio- och radarsändare som ägs och drivs av NATO.
Den 15 november 2010 upphörde all militär verksamhet på platsen. Byggnaderna som finns kvar på platsen byggdes om och arrenderas sedan 10 februari 2011 som arresthus för fångar som skall avtjäna kortare fängelsestaff. Arresten låg tidigare i polisstationen i Torshamn, men efter problem med svamp- och mögelangrepp i byggnaden krävdes nya lokaler. Kriminella på Färöarna, som döms till längre fängelsestraff, får avtjäna sina straff i Danmark, då Färöarna saknar fängelse. Arresthuset har plats för 12 personer.

## Befolkningsutveckling
| Befolkningsutvecklingen i Mjørkadalur 1985–2015 | Befolkningsutvecklingen i Mjørkadalur 1985–2015 | Befolkningsutvecklingen i Mjørkadalur 1985–2015 | Befolkningsutvecklingen i Mjørkadalur 1985–2015 | Befolkningsutvecklingen i Mjørkadalur 1985–2015 |
| ----------------------------------------------- | ----------------------------------------------- | ----------------------------------------------- | ----------------------------------------------- | ----------------------------------------------- |
|                                                 |                                                 |                                                 |                                                 |                                                 |
| År                                              |                                                 |                                                 | Folkmängd                                       |                                                 |
| 1985                                            | 1985                                            |                                                 | 42                                              |                                                 |
| 1990                                            | 1990                                            |                                                 | 15                                              |                                                 |
| 1995                                            | 1995                                            |                                                 | 1                                               |                                                 |
| 2000                                            | 2000                                            |                                                 | 2                                               |                                                 |
| 2005                                            | 2005                                            |                                                 | 0                                               |                                                 |
| 2010                                            | 2010                                            |                                                 | 0                                               |                                                 |
| 2015                                            | 2015                                            |                                                 | 0                                               |                                                 |
|                                                 |                                                 |                                                 |                                                 |                                                 |